# Myrmarachne formicaria
Myrmarachne formicaria e вид скачащ паяк наподобяващ мравка (мирмекоморфен), разпространен в Палеарктика, включително и в България.

## Разпространение
Myrmarachne formicaria е разпространен предимно в умерения пояс на Палеарктика, но е интродуциран и в САЩ. Засвидетелстван е в почти цяла Европа, включително и в България, както и в Макаронезия, Турция, Кавказ, Русия, Китай, Корея и Япония.

## Външен вид
Myrmarachne formicaria има дължина 5–6 mm. Има ясно изразен полов диморфизъм – най-забележителната разлика са значително по-дългите хелицери на мъжкия имащи дължина почти колкото главогръда и които той носи силно изнесени напред.

### Мирмекоморфия
Както всички мравки от род Myrmarachne, така и Myrmarachne formicaria наподобява мравка на външен вид. Тъй като паяците имат един чифт крака повече от мравките, носят предния си чифт крака издадени напред и нагоре за да наподобява антенките на мравките.
Освен това, тъй като паяците (за разлика от моделния организъм – мравката) нарастват постепенно – в различните свои възрасти, наподобяват различни видове мравки – т.нар. „трансформационна мимикрия“. Смята се, че различните моделни мравки на M. formicaria са видовете Formica cunicularia (=fusca var. rubescens), F. rufa, F. rufibarbis, Myrmica rubra (=laevinodis) и M. scabrinodis.
Предполага се, че мимикрията на видовете от род Myrmarachne представлява бейтсова мимикрия, при която паякът наподобява агресивни видове мравки и така бива отбягван от хищниците. Това се потвърждава от изследване на Malcolm Edmunds (1993), при което дялът на мирмекоморфните скачащи паяци в менюто на крабронидната оса специализирана в лов на скачащи паяци Pison xanthopus, е много по-малък от дяла на останалите, дори когато мирмекоморфните са по-разпространени от останалите видове.